# Esquema criptográfico de claves bajo custodia
La técnica criptográfica de claves bajo custodia, o también de depósito de claves, (en inglés key escrow) consiste en que las claves que se necesitan para descifrar los datos cifrados son depositadas en un sitio seguro para que, solo bajo ciertas circunstancias, una tercera parte autorizada pueda tener acceso a ellas para poder descifrar los datos.

## Ejemplos
Ejemplos de sistemas criptográficos que usan esta técnica podemos citar el chip Clipper y el criptosistema fair propuesto por Silvio Micali